# Risön, Kalix kommun
Risön är en ö i Nederkalix socken i Kalix kommun, omkring 500 meter nordost om Båtskärsnäs vid Sangisälvens utlopp. Ön har en yta på 78 hektar.
Risön är Sveriges nordligaste helårsbebodda ö. I början av 1900-talet anlades sågverket Fortuna på grannön Bockholmen. Till Ängören som är en del av Risön ledde en spång och där låg arbetarbostäderna. Även många av Risöns övriga invånare drygade ut skogsarbete och fiske med arbete vid sågverket. 1923 uppfördes en skola vid Ängören. Vid mitten av 1950-talet lades sågverket ned, och samtidigt lades även skolan och affären ned. De flesta flyttade från ön men några valde att bo kvar, även om de fastboende stadigt minskat. 1986 fanns omkring 10 fastboende, 2012 fanns 2 fastboende på Risön. De kvarvarande helårsboende bor nu på Risöns sydvästra del, där även ett antal fritidshus finns.
Ön är mestadels beväxt med barrskog. I början av 1900-talet fanns en del åker- och ängsmark på ön, men den är numera igenväxt.